# Li Tu
Li Tu (Adelaida, Australia; 27 de mayo de 1996) es un tenista profesional australiano. Su mejor posición individual en el ranking ATP fue la 186º en la actualización del 18 de marzo de 2024.

## Carrera

### 2011-2014: Debut y retiro del tenis
Tu debutó en un torneo ITF en febrero de 2011 al disputar el F2 de Australia. Luego, jugó otros cuatro torneos en la categoría, pero perdió en todos en la primera ronda.
En 2012 compitió en la Copa Davis Juvenil junto a Thanasi Kokkinakis. Posteriormente trabajó como entrenador de tenis antes de debutar en el tour. Recién en febrero de 2014 obtuvo su primera victoria a nivel ITF, mientras que en abril logró llegar a los cuartos de final del F5 de Australia. Sin embargo, en junio de 2014 decidió retirarse de la actividad. En este período su mejor posición en el ranking ATP fue la 1188.

### 2014-2020: Estudios y período como entrenador
Tras su retiro decidió estudiar marketing en la Universidad de Adelaida con la intención de manejar una empresa de su familia. En 2017, cerca de recibirse en su carrera, decidió crear una academia de tenis para jóvenes promesas en Adelaida.

### 2020-2021: Regreso y debut ATP
En 2020 decidió volver a jugar tenis y tuvo éxito en su participación en la Australian UTR Pro Tennis Series. En 2021 debutó a nivel ATP tras obtener una invitación para participar en el cuadro principal del Murray River Open, pero perdió en su debut contra Pedro Sousa por 4-6, 6-7. Ese mismo año debutó en un Grand Slam tras recibir una invitación al Abierto de Australia, donde cayó en primera ronda contra Feliciano López. 
En agosto de 2021, Tu ganó su primer torneo ITF en Túnez tras ingresar como un jugador sin ranking desde la clasificaciones. Este fue su primer torneo fuera de Australia desde su retiro en 2014. Al mes siguiente, ganó el título en individuales y dobles en Monastir. Finalizó la temporada en el puesto 521° del ranking mundial.

### 2022: Primer título Challenger e ingreso al top 200
En el Abierto de Australia perdió en la primera ronda de las clasificaciones contra Damir Džumhur por 6-1, 6-3. Sin embargo, en dobles recibió una invitación al cuadro principal y logró alcanzar junto a Dane Sweeny la tercera ronda del certamen.
En mayo, obtuvo un título ITF en El Cairo y acabó subcampeón en otro torneo en Monastir. Con ello, consiguió ganar 11 de sus últimos 12 partidos y subir un total de 55 puestos en la clasificación para llegar al 342° del mundo el 9 de mayo de 2022.
Debutó en un torneo Challenger en Rome (Estados Unidos), donde perdió en primera ronda contra Yasutaka Uchiyama. A la semana siguiente logró ingresar al cuadro de Indianapolis como alternativa y ganar su primer partido en este nivel ante Michail Pervolarakis. Tras ello, llegó por primera vez a cuartos de final en un Challenger en Winnipeg luego de derrotar en segunda ronda al séptimo sembrado, Gijs Brouwer. Estos resultados le permitieron subir al puesto 252° el 1 de agosto. 
En octubre logró su primer título Challenger en el torneo de Seúl, en el que tuvo que superar en las clasificaciones a Cho Se-hyuk y a Mukund Sasikumar para ingresar. Ya dentro del cuadro principal venció a los japoneses Kaichi Uchida y Naoki Nakagawa, además de a sus compatriotas Christopher O'Connell y James Duckworth para llegar a la definición por el título contra Wu Yibing, a quien superó en sets corridos. Con este resultado consiguió un ascenso de más de 100 puestos que le permitió llegar al top 200 por primera vez, en la posición 190°.

### 2023: Primera victoria a nivel ATP
En julio de 2023 consiguió acceder al cuadro principal del Torneo de Newport tras superar a Matija Pecotić y a Illya Marchenko en las clasificaciones. Logró su primera victoria ATP tras vencer por 6-3, 7-6 a Aleksandar Vukic, jugador ubicado en el top-100 del ranking en ese momento. Dos semanas antes participó en el ATP de Mallorca, pero perdió en la primera ronda frente a Pavel Kotov. 

## Títulos Challenger (2; 1+1)

### Individuales (1)
| N.° | Fecha                 | Torneo | Superficie | Oponente en la final | Resultado |
| --- | --------------------- | ------ | ---------- | -------------------- | --------- |
| 1.  | 16 de octubre de 2022 | Seúl   | Dura       | Wu Yibing            | 7-6, 6-4  |

### Dobles (1)
| N.º | Fecha               | Torneo  | Superficie | Compañero    | Oponentes en la final      | Resultado        |
| --- | ------------------- | ------- | ---------- | ------------ | -------------------------- | ---------------- |
| 1.  | 27 de julio de 2024 | Chicago | Dura       | Luke Saville | Mac Kiger Benjamin Sigouin | 6-4, 3-6, [10-3] |